# Чемпионат СССР по шахматам среди женщин 1960
20-й чемпионат СССР по шахматам среди женщин проходил с 15 ноября по 15 декабря 1960 года в Риге. В финал вышли 19 участниц.
Предварительно в городах Грозный, Калинин, Ужгород и Фрунзе было проведено 4 полуфинала (по 3 победительницы допускались в финал). В финале участвовали также шахматистки, разделившие в двух полуфиналах 3—4-е места, а также персонально допущенные Л. Вольперт, Ф. Дмитриева, Т. Затуловская, К. Зворыкина и С. Роотаре.
Проиграв 1-м туре В. Борисенко, Затуловская затем выиграла 6 партий подряд и лидировала до конца соревнования, конкурируя с Вольперт и Гаприндашвили. На финише с Затуловской сравнялась Борисенко, они разделили 1—2-е места — по 13 очков; 3-е место заняла Вольперт — 12 очков.
Дополнительный матч за звание чемпионки страны выиграла Борисенко — 4½ : 3½ (+4 −3 =1). Чемпионат являлся одновременно зональным турниром ФИДЕ. Право участия в турнире претенденток завоевали Борисенко, Затуловская и Гаприндашвили (Вольперт была допущена в турнир раньше).

## Примечательные партии
|   | a | b | c | d | e | f | g | h |   |
| - | --- | --- | --- | --- | --- | --- | --- | --- | - |
| 8 | e8 чёрная ладья · f8 чёрная ладья · g8 чёрный конь · h8 чёрный король · a7 чёрная пешка · c7 чёрный конь · d7 чёрный слон · f7 чёрная пешка · g7 чёрный слон · b6 чёрный ферзь · d6 чёрная пешка · h6 чёрная пешка · c5 чёрная пешка · d5 белая пешка · h5 белая пешка · b4 чёрная пешка · c4 белая пешка · e4 белый конь · f4 белый слон · g4 белая пешка · a2 белая пешка · b2 белая пешка · c2 белый ферзь · e2 белый слон · a1 белая ладья · d1 белый конь · f1 белая ладья · g1 белый король | e8 чёрная ладья · f8 чёрная ладья · g8 чёрный конь · h8 чёрный король · a7 чёрная пешка · c7 чёрный конь · d7 чёрный слон · f7 чёрная пешка · g7 чёрный слон · b6 чёрный ферзь · d6 чёрная пешка · h6 чёрная пешка · c5 чёрная пешка · d5 белая пешка · h5 белая пешка · b4 чёрная пешка · c4 белая пешка · e4 белый конь · f4 белый слон · g4 белая пешка · a2 белая пешка · b2 белая пешка · c2 белый ферзь · e2 белый слон · a1 белая ладья · d1 белый конь · f1 белая ладья · g1 белый король | e8 чёрная ладья · f8 чёрная ладья · g8 чёрный конь · h8 чёрный король · a7 чёрная пешка · c7 чёрный конь · d7 чёрный слон · f7 чёрная пешка · g7 чёрный слон · b6 чёрный ферзь · d6 чёрная пешка · h6 чёрная пешка · c5 чёрная пешка · d5 белая пешка · h5 белая пешка · b4 чёрная пешка · c4 белая пешка · e4 белый конь · f4 белый слон · g4 белая пешка · a2 белая пешка · b2 белая пешка · c2 белый ферзь · e2 белый слон · a1 белая ладья · d1 белый конь · f1 белая ладья · g1 белый король | e8 чёрная ладья · f8 чёрная ладья · g8 чёрный конь · h8 чёрный король · a7 чёрная пешка · c7 чёрный конь · d7 чёрный слон · f7 чёрная пешка · g7 чёрный слон · b6 чёрный ферзь · d6 чёрная пешка · h6 чёрная пешка · c5 чёрная пешка · d5 белая пешка · h5 белая пешка · b4 чёрная пешка · c4 белая пешка · e4 белый конь · f4 белый слон · g4 белая пешка · a2 белая пешка · b2 белая пешка · c2 белый ферзь · e2 белый слон · a1 белая ладья · d1 белый конь · f1 белая ладья · g1 белый король | e8 чёрная ладья · f8 чёрная ладья · g8 чёрный конь · h8 чёрный король · a7 чёрная пешка · c7 чёрный конь · d7 чёрный слон · f7 чёрная пешка · g7 чёрный слон · b6 чёрный ферзь · d6 чёрная пешка · h6 чёрная пешка · c5 чёрная пешка · d5 белая пешка · h5 белая пешка · b4 чёрная пешка · c4 белая пешка · e4 белый конь · f4 белый слон · g4 белая пешка · a2 белая пешка · b2 белая пешка · c2 белый ферзь · e2 белый слон · a1 белая ладья · d1 белый конь · f1 белая ладья · g1 белый король | e8 чёрная ладья · f8 чёрная ладья · g8 чёрный конь · h8 чёрный король · a7 чёрная пешка · c7 чёрный конь · d7 чёрный слон · f7 чёрная пешка · g7 чёрный слон · b6 чёрный ферзь · d6 чёрная пешка · h6 чёрная пешка · c5 чёрная пешка · d5 белая пешка · h5 белая пешка · b4 чёрная пешка · c4 белая пешка · e4 белый конь · f4 белый слон · g4 белая пешка · a2 белая пешка · b2 белая пешка · c2 белый ферзь · e2 белый слон · a1 белая ладья · d1 белый конь · f1 белая ладья · g1 белый король | e8 чёрная ладья · f8 чёрная ладья · g8 чёрный конь · h8 чёрный король · a7 чёрная пешка · c7 чёрный конь · d7 чёрный слон · f7 чёрная пешка · g7 чёрный слон · b6 чёрный ферзь · d6 чёрная пешка · h6 чёрная пешка · c5 чёрная пешка · d5 белая пешка · h5 белая пешка · b4 чёрная пешка · c4 белая пешка · e4 белый конь · f4 белый слон · g4 белая пешка · a2 белая пешка · b2 белая пешка · c2 белый ферзь · e2 белый слон · a1 белая ладья · d1 белый конь · f1 белая ладья · g1 белый король | e8 чёрная ладья · f8 чёрная ладья · g8 чёрный конь · h8 чёрный король · a7 чёрная пешка · c7 чёрный конь · d7 чёрный слон · f7 чёрная пешка · g7 чёрный слон · b6 чёрный ферзь · d6 чёрная пешка · h6 чёрная пешка · c5 чёрная пешка · d5 белая пешка · h5 белая пешка · b4 чёрная пешка · c4 белая пешка · e4 белый конь · f4 белый слон · g4 белая пешка · a2 белая пешка · b2 белая пешка · c2 белый ферзь · e2 белый слон · a1 белая ладья · d1 белый конь · f1 белая ладья · g1 белый король | 8 |
| 7 | e8 чёрная ладья · f8 чёрная ладья · g8 чёрный конь · h8 чёрный король · a7 чёрная пешка · c7 чёрный конь · d7 чёрный слон · f7 чёрная пешка · g7 чёрный слон · b6 чёрный ферзь · d6 чёрная пешка · h6 чёрная пешка · c5 чёрная пешка · d5 белая пешка · h5 белая пешка · b4 чёрная пешка · c4 белая пешка · e4 белый конь · f4 белый слон · g4 белая пешка · a2 белая пешка · b2 белая пешка · c2 белый ферзь · e2 белый слон · a1 белая ладья · d1 белый конь · f1 белая ладья · g1 белый король | e8 чёрная ладья · f8 чёрная ладья · g8 чёрный конь · h8 чёрный король · a7 чёрная пешка · c7 чёрный конь · d7 чёрный слон · f7 чёрная пешка · g7 чёрный слон · b6 чёрный ферзь · d6 чёрная пешка · h6 чёрная пешка · c5 чёрная пешка · d5 белая пешка · h5 белая пешка · b4 чёрная пешка · c4 белая пешка · e4 белый конь · f4 белый слон · g4 белая пешка · a2 белая пешка · b2 белая пешка · c2 белый ферзь · e2 белый слон · a1 белая ладья · d1 белый конь · f1 белая ладья · g1 белый король | e8 чёрная ладья · f8 чёрная ладья · g8 чёрный конь · h8 чёрный король · a7 чёрная пешка · c7 чёрный конь · d7 чёрный слон · f7 чёрная пешка · g7 чёрный слон · b6 чёрный ферзь · d6 чёрная пешка · h6 чёрная пешка · c5 чёрная пешка · d5 белая пешка · h5 белая пешка · b4 чёрная пешка · c4 белая пешка · e4 белый конь · f4 белый слон · g4 белая пешка · a2 белая пешка · b2 белая пешка · c2 белый ферзь · e2 белый слон · a1 белая ладья · d1 белый конь · f1 белая ладья · g1 белый король | e8 чёрная ладья · f8 чёрная ладья · g8 чёрный конь · h8 чёрный король · a7 чёрная пешка · c7 чёрный конь · d7 чёрный слон · f7 чёрная пешка · g7 чёрный слон · b6 чёрный ферзь · d6 чёрная пешка · h6 чёрная пешка · c5 чёрная пешка · d5 белая пешка · h5 белая пешка · b4 чёрная пешка · c4 белая пешка · e4 белый конь · f4 белый слон · g4 белая пешка · a2 белая пешка · b2 белая пешка · c2 белый ферзь · e2 белый слон · a1 белая ладья · d1 белый конь · f1 белая ладья · g1 белый король | e8 чёрная ладья · f8 чёрная ладья · g8 чёрный конь · h8 чёрный король · a7 чёрная пешка · c7 чёрный конь · d7 чёрный слон · f7 чёрная пешка · g7 чёрный слон · b6 чёрный ферзь · d6 чёрная пешка · h6 чёрная пешка · c5 чёрная пешка · d5 белая пешка · h5 белая пешка · b4 чёрная пешка · c4 белая пешка · e4 белый конь · f4 белый слон · g4 белая пешка · a2 белая пешка · b2 белая пешка · c2 белый ферзь · e2 белый слон · a1 белая ладья · d1 белый конь · f1 белая ладья · g1 белый король | e8 чёрная ладья · f8 чёрная ладья · g8 чёрный конь · h8 чёрный король · a7 чёрная пешка · c7 чёрный конь · d7 чёрный слон · f7 чёрная пешка · g7 чёрный слон · b6 чёрный ферзь · d6 чёрная пешка · h6 чёрная пешка · c5 чёрная пешка · d5 белая пешка · h5 белая пешка · b4 чёрная пешка · c4 белая пешка · e4 белый конь · f4 белый слон · g4 белая пешка · a2 белая пешка · b2 белая пешка · c2 белый ферзь · e2 белый слон · a1 белая ладья · d1 белый конь · f1 белая ладья · g1 белый король | e8 чёрная ладья · f8 чёрная ладья · g8 чёрный конь · h8 чёрный король · a7 чёрная пешка · c7 чёрный конь · d7 чёрный слон · f7 чёрная пешка · g7 чёрный слон · b6 чёрный ферзь · d6 чёрная пешка · h6 чёрная пешка · c5 чёрная пешка · d5 белая пешка · h5 белая пешка · b4 чёрная пешка · c4 белая пешка · e4 белый конь · f4 белый слон · g4 белая пешка · a2 белая пешка · b2 белая пешка · c2 белый ферзь · e2 белый слон · a1 белая ладья · d1 белый конь · f1 белая ладья · g1 белый король | e8 чёрная ладья · f8 чёрная ладья · g8 чёрный конь · h8 чёрный король · a7 чёрная пешка · c7 чёрный конь · d7 чёрный слон · f7 чёрная пешка · g7 чёрный слон · b6 чёрный ферзь · d6 чёрная пешка · h6 чёрная пешка · c5 чёрная пешка · d5 белая пешка · h5 белая пешка · b4 чёрная пешка · c4 белая пешка · e4 белый конь · f4 белый слон · g4 белая пешка · a2 белая пешка · b2 белая пешка · c2 белый ферзь · e2 белый слон · a1 белая ладья · d1 белый конь · f1 белая ладья · g1 белый король | 7 |
| 6 | e8 чёрная ладья · f8 чёрная ладья · g8 чёрный конь · h8 чёрный король · a7 чёрная пешка · c7 чёрный конь · d7 чёрный слон · f7 чёрная пешка · g7 чёрный слон · b6 чёрный ферзь · d6 чёрная пешка · h6 чёрная пешка · c5 чёрная пешка · d5 белая пешка · h5 белая пешка · b4 чёрная пешка · c4 белая пешка · e4 белый конь · f4 белый слон · g4 белая пешка · a2 белая пешка · b2 белая пешка · c2 белый ферзь · e2 белый слон · a1 белая ладья · d1 белый конь · f1 белая ладья · g1 белый король | e8 чёрная ладья · f8 чёрная ладья · g8 чёрный конь · h8 чёрный король · a7 чёрная пешка · c7 чёрный конь · d7 чёрный слон · f7 чёрная пешка · g7 чёрный слон · b6 чёрный ферзь · d6 чёрная пешка · h6 чёрная пешка · c5 чёрная пешка · d5 белая пешка · h5 белая пешка · b4 чёрная пешка · c4 белая пешка · e4 белый конь · f4 белый слон · g4 белая пешка · a2 белая пешка · b2 белая пешка · c2 белый ферзь · e2 белый слон · a1 белая ладья · d1 белый конь · f1 белая ладья · g1 белый король | e8 чёрная ладья · f8 чёрная ладья · g8 чёрный конь · h8 чёрный король · a7 чёрная пешка · c7 чёрный конь · d7 чёрный слон · f7 чёрная пешка · g7 чёрный слон · b6 чёрный ферзь · d6 чёрная пешка · h6 чёрная пешка · c5 чёрная пешка · d5 белая пешка · h5 белая пешка · b4 чёрная пешка · c4 белая пешка · e4 белый конь · f4 белый слон · g4 белая пешка · a2 белая пешка · b2 белая пешка · c2 белый ферзь · e2 белый слон · a1 белая ладья · d1 белый конь · f1 белая ладья · g1 белый король | e8 чёрная ладья · f8 чёрная ладья · g8 чёрный конь · h8 чёрный король · a7 чёрная пешка · c7 чёрный конь · d7 чёрный слон · f7 чёрная пешка · g7 чёрный слон · b6 чёрный ферзь · d6 чёрная пешка · h6 чёрная пешка · c5 чёрная пешка · d5 белая пешка · h5 белая пешка · b4 чёрная пешка · c4 белая пешка · e4 белый конь · f4 белый слон · g4 белая пешка · a2 белая пешка · b2 белая пешка · c2 белый ферзь · e2 белый слон · a1 белая ладья · d1 белый конь · f1 белая ладья · g1 белый король | e8 чёрная ладья · f8 чёрная ладья · g8 чёрный конь · h8 чёрный король · a7 чёрная пешка · c7 чёрный конь · d7 чёрный слон · f7 чёрная пешка · g7 чёрный слон · b6 чёрный ферзь · d6 чёрная пешка · h6 чёрная пешка · c5 чёрная пешка · d5 белая пешка · h5 белая пешка · b4 чёрная пешка · c4 белая пешка · e4 белый конь · f4 белый слон · g4 белая пешка · a2 белая пешка · b2 белая пешка · c2 белый ферзь · e2 белый слон · a1 белая ладья · d1 белый конь · f1 белая ладья · g1 белый король | e8 чёрная ладья · f8 чёрная ладья · g8 чёрный конь · h8 чёрный король · a7 чёрная пешка · c7 чёрный конь · d7 чёрный слон · f7 чёрная пешка · g7 чёрный слон · b6 чёрный ферзь · d6 чёрная пешка · h6 чёрная пешка · c5 чёрная пешка · d5 белая пешка · h5 белая пешка · b4 чёрная пешка · c4 белая пешка · e4 белый конь · f4 белый слон · g4 белая пешка · a2 белая пешка · b2 белая пешка · c2 белый ферзь · e2 белый слон · a1 белая ладья · d1 белый конь · f1 белая ладья · g1 белый король | e8 чёрная ладья · f8 чёрная ладья · g8 чёрный конь · h8 чёрный король · a7 чёрная пешка · c7 чёрный конь · d7 чёрный слон · f7 чёрная пешка · g7 чёрный слон · b6 чёрный ферзь · d6 чёрная пешка · h6 чёрная пешка · c5 чёрная пешка · d5 белая пешка · h5 белая пешка · b4 чёрная пешка · c4 белая пешка · e4 белый конь · f4 белый слон · g4 белая пешка · a2 белая пешка · b2 белая пешка · c2 белый ферзь · e2 белый слон · a1 белая ладья · d1 белый конь · f1 белая ладья · g1 белый король | e8 чёрная ладья · f8 чёрная ладья · g8 чёрный конь · h8 чёрный король · a7 чёрная пешка · c7 чёрный конь · d7 чёрный слон · f7 чёрная пешка · g7 чёрный слон · b6 чёрный ферзь · d6 чёрная пешка · h6 чёрная пешка · c5 чёрная пешка · d5 белая пешка · h5 белая пешка · b4 чёрная пешка · c4 белая пешка · e4 белый конь · f4 белый слон · g4 белая пешка · a2 белая пешка · b2 белая пешка · c2 белый ферзь · e2 белый слон · a1 белая ладья · d1 белый конь · f1 белая ладья · g1 белый король | 6 |
| 5 | e8 чёрная ладья · f8 чёрная ладья · g8 чёрный конь · h8 чёрный король · a7 чёрная пешка · c7 чёрный конь · d7 чёрный слон · f7 чёрная пешка · g7 чёрный слон · b6 чёрный ферзь · d6 чёрная пешка · h6 чёрная пешка · c5 чёрная пешка · d5 белая пешка · h5 белая пешка · b4 чёрная пешка · c4 белая пешка · e4 белый конь · f4 белый слон · g4 белая пешка · a2 белая пешка · b2 белая пешка · c2 белый ферзь · e2 белый слон · a1 белая ладья · d1 белый конь · f1 белая ладья · g1 белый король | e8 чёрная ладья · f8 чёрная ладья · g8 чёрный конь · h8 чёрный король · a7 чёрная пешка · c7 чёрный конь · d7 чёрный слон · f7 чёрная пешка · g7 чёрный слон · b6 чёрный ферзь · d6 чёрная пешка · h6 чёрная пешка · c5 чёрная пешка · d5 белая пешка · h5 белая пешка · b4 чёрная пешка · c4 белая пешка · e4 белый конь · f4 белый слон · g4 белая пешка · a2 белая пешка · b2 белая пешка · c2 белый ферзь · e2 белый слон · a1 белая ладья · d1 белый конь · f1 белая ладья · g1 белый король | e8 чёрная ладья · f8 чёрная ладья · g8 чёрный конь · h8 чёрный король · a7 чёрная пешка · c7 чёрный конь · d7 чёрный слон · f7 чёрная пешка · g7 чёрный слон · b6 чёрный ферзь · d6 чёрная пешка · h6 чёрная пешка · c5 чёрная пешка · d5 белая пешка · h5 белая пешка · b4 чёрная пешка · c4 белая пешка · e4 белый конь · f4 белый слон · g4 белая пешка · a2 белая пешка · b2 белая пешка · c2 белый ферзь · e2 белый слон · a1 белая ладья · d1 белый конь · f1 белая ладья · g1 белый король | e8 чёрная ладья · f8 чёрная ладья · g8 чёрный конь · h8 чёрный король · a7 чёрная пешка · c7 чёрный конь · d7 чёрный слон · f7 чёрная пешка · g7 чёрный слон · b6 чёрный ферзь · d6 чёрная пешка · h6 чёрная пешка · c5 чёрная пешка · d5 белая пешка · h5 белая пешка · b4 чёрная пешка · c4 белая пешка · e4 белый конь · f4 белый слон · g4 белая пешка · a2 белая пешка · b2 белая пешка · c2 белый ферзь · e2 белый слон · a1 белая ладья · d1 белый конь · f1 белая ладья · g1 белый король | e8 чёрная ладья · f8 чёрная ладья · g8 чёрный конь · h8 чёрный король · a7 чёрная пешка · c7 чёрный конь · d7 чёрный слон · f7 чёрная пешка · g7 чёрный слон · b6 чёрный ферзь · d6 чёрная пешка · h6 чёрная пешка · c5 чёрная пешка · d5 белая пешка · h5 белая пешка · b4 чёрная пешка · c4 белая пешка · e4 белый конь · f4 белый слон · g4 белая пешка · a2 белая пешка · b2 белая пешка · c2 белый ферзь · e2 белый слон · a1 белая ладья · d1 белый конь · f1 белая ладья · g1 белый король | e8 чёрная ладья · f8 чёрная ладья · g8 чёрный конь · h8 чёрный король · a7 чёрная пешка · c7 чёрный конь · d7 чёрный слон · f7 чёрная пешка · g7 чёрный слон · b6 чёрный ферзь · d6 чёрная пешка · h6 чёрная пешка · c5 чёрная пешка · d5 белая пешка · h5 белая пешка · b4 чёрная пешка · c4 белая пешка · e4 белый конь · f4 белый слон · g4 белая пешка · a2 белая пешка · b2 белая пешка · c2 белый ферзь · e2 белый слон · a1 белая ладья · d1 белый конь · f1 белая ладья · g1 белый король | e8 чёрная ладья · f8 чёрная ладья · g8 чёрный конь · h8 чёрный король · a7 чёрная пешка · c7 чёрный конь · d7 чёрный слон · f7 чёрная пешка · g7 чёрный слон · b6 чёрный ферзь · d6 чёрная пешка · h6 чёрная пешка · c5 чёрная пешка · d5 белая пешка · h5 белая пешка · b4 чёрная пешка · c4 белая пешка · e4 белый конь · f4 белый слон · g4 белая пешка · a2 белая пешка · b2 белая пешка · c2 белый ферзь · e2 белый слон · a1 белая ладья · d1 белый конь · f1 белая ладья · g1 белый король | e8 чёрная ладья · f8 чёрная ладья · g8 чёрный конь · h8 чёрный король · a7 чёрная пешка · c7 чёрный конь · d7 чёрный слон · f7 чёрная пешка · g7 чёрный слон · b6 чёрный ферзь · d6 чёрная пешка · h6 чёрная пешка · c5 чёрная пешка · d5 белая пешка · h5 белая пешка · b4 чёрная пешка · c4 белая пешка · e4 белый конь · f4 белый слон · g4 белая пешка · a2 белая пешка · b2 белая пешка · c2 белый ферзь · e2 белый слон · a1 белая ладья · d1 белый конь · f1 белая ладья · g1 белый король | 5 |
| 4 | e8 чёрная ладья · f8 чёрная ладья · g8 чёрный конь · h8 чёрный король · a7 чёрная пешка · c7 чёрный конь · d7 чёрный слон · f7 чёрная пешка · g7 чёрный слон · b6 чёрный ферзь · d6 чёрная пешка · h6 чёрная пешка · c5 чёрная пешка · d5 белая пешка · h5 белая пешка · b4 чёрная пешка · c4 белая пешка · e4 белый конь · f4 белый слон · g4 белая пешка · a2 белая пешка · b2 белая пешка · c2 белый ферзь · e2 белый слон · a1 белая ладья · d1 белый конь · f1 белая ладья · g1 белый король | e8 чёрная ладья · f8 чёрная ладья · g8 чёрный конь · h8 чёрный король · a7 чёрная пешка · c7 чёрный конь · d7 чёрный слон · f7 чёрная пешка · g7 чёрный слон · b6 чёрный ферзь · d6 чёрная пешка · h6 чёрная пешка · c5 чёрная пешка · d5 белая пешка · h5 белая пешка · b4 чёрная пешка · c4 белая пешка · e4 белый конь · f4 белый слон · g4 белая пешка · a2 белая пешка · b2 белая пешка · c2 белый ферзь · e2 белый слон · a1 белая ладья · d1 белый конь · f1 белая ладья · g1 белый король | e8 чёрная ладья · f8 чёрная ладья · g8 чёрный конь · h8 чёрный король · a7 чёрная пешка · c7 чёрный конь · d7 чёрный слон · f7 чёрная пешка · g7 чёрный слон · b6 чёрный ферзь · d6 чёрная пешка · h6 чёрная пешка · c5 чёрная пешка · d5 белая пешка · h5 белая пешка · b4 чёрная пешка · c4 белая пешка · e4 белый конь · f4 белый слон · g4 белая пешка · a2 белая пешка · b2 белая пешка · c2 белый ферзь · e2 белый слон · a1 белая ладья · d1 белый конь · f1 белая ладья · g1 белый король | e8 чёрная ладья · f8 чёрная ладья · g8 чёрный конь · h8 чёрный король · a7 чёрная пешка · c7 чёрный конь · d7 чёрный слон · f7 чёрная пешка · g7 чёрный слон · b6 чёрный ферзь · d6 чёрная пешка · h6 чёрная пешка · c5 чёрная пешка · d5 белая пешка · h5 белая пешка · b4 чёрная пешка · c4 белая пешка · e4 белый конь · f4 белый слон · g4 белая пешка · a2 белая пешка · b2 белая пешка · c2 белый ферзь · e2 белый слон · a1 белая ладья · d1 белый конь · f1 белая ладья · g1 белый король | e8 чёрная ладья · f8 чёрная ладья · g8 чёрный конь · h8 чёрный король · a7 чёрная пешка · c7 чёрный конь · d7 чёрный слон · f7 чёрная пешка · g7 чёрный слон · b6 чёрный ферзь · d6 чёрная пешка · h6 чёрная пешка · c5 чёрная пешка · d5 белая пешка · h5 белая пешка · b4 чёрная пешка · c4 белая пешка · e4 белый конь · f4 белый слон · g4 белая пешка · a2 белая пешка · b2 белая пешка · c2 белый ферзь · e2 белый слон · a1 белая ладья · d1 белый конь · f1 белая ладья · g1 белый король | e8 чёрная ладья · f8 чёрная ладья · g8 чёрный конь · h8 чёрный король · a7 чёрная пешка · c7 чёрный конь · d7 чёрный слон · f7 чёрная пешка · g7 чёрный слон · b6 чёрный ферзь · d6 чёрная пешка · h6 чёрная пешка · c5 чёрная пешка · d5 белая пешка · h5 белая пешка · b4 чёрная пешка · c4 белая пешка · e4 белый конь · f4 белый слон · g4 белая пешка · a2 белая пешка · b2 белая пешка · c2 белый ферзь · e2 белый слон · a1 белая ладья · d1 белый конь · f1 белая ладья · g1 белый король | e8 чёрная ладья · f8 чёрная ладья · g8 чёрный конь · h8 чёрный король · a7 чёрная пешка · c7 чёрный конь · d7 чёрный слон · f7 чёрная пешка · g7 чёрный слон · b6 чёрный ферзь · d6 чёрная пешка · h6 чёрная пешка · c5 чёрная пешка · d5 белая пешка · h5 белая пешка · b4 чёрная пешка · c4 белая пешка · e4 белый конь · f4 белый слон · g4 белая пешка · a2 белая пешка · b2 белая пешка · c2 белый ферзь · e2 белый слон · a1 белая ладья · d1 белый конь · f1 белая ладья · g1 белый король | e8 чёрная ладья · f8 чёрная ладья · g8 чёрный конь · h8 чёрный король · a7 чёрная пешка · c7 чёрный конь · d7 чёрный слон · f7 чёрная пешка · g7 чёрный слон · b6 чёрный ферзь · d6 чёрная пешка · h6 чёрная пешка · c5 чёрная пешка · d5 белая пешка · h5 белая пешка · b4 чёрная пешка · c4 белая пешка · e4 белый конь · f4 белый слон · g4 белая пешка · a2 белая пешка · b2 белая пешка · c2 белый ферзь · e2 белый слон · a1 белая ладья · d1 белый конь · f1 белая ладья · g1 белый король | 4 |
| 3 | e8 чёрная ладья · f8 чёрная ладья · g8 чёрный конь · h8 чёрный король · a7 чёрная пешка · c7 чёрный конь · d7 чёрный слон · f7 чёрная пешка · g7 чёрный слон · b6 чёрный ферзь · d6 чёрная пешка · h6 чёрная пешка · c5 чёрная пешка · d5 белая пешка · h5 белая пешка · b4 чёрная пешка · c4 белая пешка · e4 белый конь · f4 белый слон · g4 белая пешка · a2 белая пешка · b2 белая пешка · c2 белый ферзь · e2 белый слон · a1 белая ладья · d1 белый конь · f1 белая ладья · g1 белый король | e8 чёрная ладья · f8 чёрная ладья · g8 чёрный конь · h8 чёрный король · a7 чёрная пешка · c7 чёрный конь · d7 чёрный слон · f7 чёрная пешка · g7 чёрный слон · b6 чёрный ферзь · d6 чёрная пешка · h6 чёрная пешка · c5 чёрная пешка · d5 белая пешка · h5 белая пешка · b4 чёрная пешка · c4 белая пешка · e4 белый конь · f4 белый слон · g4 белая пешка · a2 белая пешка · b2 белая пешка · c2 белый ферзь · e2 белый слон · a1 белая ладья · d1 белый конь · f1 белая ладья · g1 белый король | e8 чёрная ладья · f8 чёрная ладья · g8 чёрный конь · h8 чёрный король · a7 чёрная пешка · c7 чёрный конь · d7 чёрный слон · f7 чёрная пешка · g7 чёрный слон · b6 чёрный ферзь · d6 чёрная пешка · h6 чёрная пешка · c5 чёрная пешка · d5 белая пешка · h5 белая пешка · b4 чёрная пешка · c4 белая пешка · e4 белый конь · f4 белый слон · g4 белая пешка · a2 белая пешка · b2 белая пешка · c2 белый ферзь · e2 белый слон · a1 белая ладья · d1 белый конь · f1 белая ладья · g1 белый король | e8 чёрная ладья · f8 чёрная ладья · g8 чёрный конь · h8 чёрный король · a7 чёрная пешка · c7 чёрный конь · d7 чёрный слон · f7 чёрная пешка · g7 чёрный слон · b6 чёрный ферзь · d6 чёрная пешка · h6 чёрная пешка · c5 чёрная пешка · d5 белая пешка · h5 белая пешка · b4 чёрная пешка · c4 белая пешка · e4 белый конь · f4 белый слон · g4 белая пешка · a2 белая пешка · b2 белая пешка · c2 белый ферзь · e2 белый слон · a1 белая ладья · d1 белый конь · f1 белая ладья · g1 белый король | e8 чёрная ладья · f8 чёрная ладья · g8 чёрный конь · h8 чёрный король · a7 чёрная пешка · c7 чёрный конь · d7 чёрный слон · f7 чёрная пешка · g7 чёрный слон · b6 чёрный ферзь · d6 чёрная пешка · h6 чёрная пешка · c5 чёрная пешка · d5 белая пешка · h5 белая пешка · b4 чёрная пешка · c4 белая пешка · e4 белый конь · f4 белый слон · g4 белая пешка · a2 белая пешка · b2 белая пешка · c2 белый ферзь · e2 белый слон · a1 белая ладья · d1 белый конь · f1 белая ладья · g1 белый король | e8 чёрная ладья · f8 чёрная ладья · g8 чёрный конь · h8 чёрный король · a7 чёрная пешка · c7 чёрный конь · d7 чёрный слон · f7 чёрная пешка · g7 чёрный слон · b6 чёрный ферзь · d6 чёрная пешка · h6 чёрная пешка · c5 чёрная пешка · d5 белая пешка · h5 белая пешка · b4 чёрная пешка · c4 белая пешка · e4 белый конь · f4 белый слон · g4 белая пешка · a2 белая пешка · b2 белая пешка · c2 белый ферзь · e2 белый слон · a1 белая ладья · d1 белый конь · f1 белая ладья · g1 белый король | e8 чёрная ладья · f8 чёрная ладья · g8 чёрный конь · h8 чёрный король · a7 чёрная пешка · c7 чёрный конь · d7 чёрный слон · f7 чёрная пешка · g7 чёрный слон · b6 чёрный ферзь · d6 чёрная пешка · h6 чёрная пешка · c5 чёрная пешка · d5 белая пешка · h5 белая пешка · b4 чёрная пешка · c4 белая пешка · e4 белый конь · f4 белый слон · g4 белая пешка · a2 белая пешка · b2 белая пешка · c2 белый ферзь · e2 белый слон · a1 белая ладья · d1 белый конь · f1 белая ладья · g1 белый король | e8 чёрная ладья · f8 чёрная ладья · g8 чёрный конь · h8 чёрный король · a7 чёрная пешка · c7 чёрный конь · d7 чёрный слон · f7 чёрная пешка · g7 чёрный слон · b6 чёрный ферзь · d6 чёрная пешка · h6 чёрная пешка · c5 чёрная пешка · d5 белая пешка · h5 белая пешка · b4 чёрная пешка · c4 белая пешка · e4 белый конь · f4 белый слон · g4 белая пешка · a2 белая пешка · b2 белая пешка · c2 белый ферзь · e2 белый слон · a1 белая ладья · d1 белый конь · f1 белая ладья · g1 белый король | 3 |
| 2 | e8 чёрная ладья · f8 чёрная ладья · g8 чёрный конь · h8 чёрный король · a7 чёрная пешка · c7 чёрный конь · d7 чёрный слон · f7 чёрная пешка · g7 чёрный слон · b6 чёрный ферзь · d6 чёрная пешка · h6 чёрная пешка · c5 чёрная пешка · d5 белая пешка · h5 белая пешка · b4 чёрная пешка · c4 белая пешка · e4 белый конь · f4 белый слон · g4 белая пешка · a2 белая пешка · b2 белая пешка · c2 белый ферзь · e2 белый слон · a1 белая ладья · d1 белый конь · f1 белая ладья · g1 белый король | e8 чёрная ладья · f8 чёрная ладья · g8 чёрный конь · h8 чёрный король · a7 чёрная пешка · c7 чёрный конь · d7 чёрный слон · f7 чёрная пешка · g7 чёрный слон · b6 чёрный ферзь · d6 чёрная пешка · h6 чёрная пешка · c5 чёрная пешка · d5 белая пешка · h5 белая пешка · b4 чёрная пешка · c4 белая пешка · e4 белый конь · f4 белый слон · g4 белая пешка · a2 белая пешка · b2 белая пешка · c2 белый ферзь · e2 белый слон · a1 белая ладья · d1 белый конь · f1 белая ладья · g1 белый король | e8 чёрная ладья · f8 чёрная ладья · g8 чёрный конь · h8 чёрный король · a7 чёрная пешка · c7 чёрный конь · d7 чёрный слон · f7 чёрная пешка · g7 чёрный слон · b6 чёрный ферзь · d6 чёрная пешка · h6 чёрная пешка · c5 чёрная пешка · d5 белая пешка · h5 белая пешка · b4 чёрная пешка · c4 белая пешка · e4 белый конь · f4 белый слон · g4 белая пешка · a2 белая пешка · b2 белая пешка · c2 белый ферзь · e2 белый слон · a1 белая ладья · d1 белый конь · f1 белая ладья · g1 белый король | e8 чёрная ладья · f8 чёрная ладья · g8 чёрный конь · h8 чёрный король · a7 чёрная пешка · c7 чёрный конь · d7 чёрный слон · f7 чёрная пешка · g7 чёрный слон · b6 чёрный ферзь · d6 чёрная пешка · h6 чёрная пешка · c5 чёрная пешка · d5 белая пешка · h5 белая пешка · b4 чёрная пешка · c4 белая пешка · e4 белый конь · f4 белый слон · g4 белая пешка · a2 белая пешка · b2 белая пешка · c2 белый ферзь · e2 белый слон · a1 белая ладья · d1 белый конь · f1 белая ладья · g1 белый король | e8 чёрная ладья · f8 чёрная ладья · g8 чёрный конь · h8 чёрный король · a7 чёрная пешка · c7 чёрный конь · d7 чёрный слон · f7 чёрная пешка · g7 чёрный слон · b6 чёрный ферзь · d6 чёрная пешка · h6 чёрная пешка · c5 чёрная пешка · d5 белая пешка · h5 белая пешка · b4 чёрная пешка · c4 белая пешка · e4 белый конь · f4 белый слон · g4 белая пешка · a2 белая пешка · b2 белая пешка · c2 белый ферзь · e2 белый слон · a1 белая ладья · d1 белый конь · f1 белая ладья · g1 белый король | e8 чёрная ладья · f8 чёрная ладья · g8 чёрный конь · h8 чёрный король · a7 чёрная пешка · c7 чёрный конь · d7 чёрный слон · f7 чёрная пешка · g7 чёрный слон · b6 чёрный ферзь · d6 чёрная пешка · h6 чёрная пешка · c5 чёрная пешка · d5 белая пешка · h5 белая пешка · b4 чёрная пешка · c4 белая пешка · e4 белый конь · f4 белый слон · g4 белая пешка · a2 белая пешка · b2 белая пешка · c2 белый ферзь · e2 белый слон · a1 белая ладья · d1 белый конь · f1 белая ладья · g1 белый король | e8 чёрная ладья · f8 чёрная ладья · g8 чёрный конь · h8 чёрный король · a7 чёрная пешка · c7 чёрный конь · d7 чёрный слон · f7 чёрная пешка · g7 чёрный слон · b6 чёрный ферзь · d6 чёрная пешка · h6 чёрная пешка · c5 чёрная пешка · d5 белая пешка · h5 белая пешка · b4 чёрная пешка · c4 белая пешка · e4 белый конь · f4 белый слон · g4 белая пешка · a2 белая пешка · b2 белая пешка · c2 белый ферзь · e2 белый слон · a1 белая ладья · d1 белый конь · f1 белая ладья · g1 белый король | e8 чёрная ладья · f8 чёрная ладья · g8 чёрный конь · h8 чёрный король · a7 чёрная пешка · c7 чёрный конь · d7 чёрный слон · f7 чёрная пешка · g7 чёрный слон · b6 чёрный ферзь · d6 чёрная пешка · h6 чёрная пешка · c5 чёрная пешка · d5 белая пешка · h5 белая пешка · b4 чёрная пешка · c4 белая пешка · e4 белый конь · f4 белый слон · g4 белая пешка · a2 белая пешка · b2 белая пешка · c2 белый ферзь · e2 белый слон · a1 белая ладья · d1 белый конь · f1 белая ладья · g1 белый король | 2 |
| 1 | e8 чёрная ладья · f8 чёрная ладья · g8 чёрный конь · h8 чёрный король · a7 чёрная пешка · c7 чёрный конь · d7 чёрный слон · f7 чёрная пешка · g7 чёрный слон · b6 чёрный ферзь · d6 чёрная пешка · h6 чёрная пешка · c5 чёрная пешка · d5 белая пешка · h5 белая пешка · b4 чёрная пешка · c4 белая пешка · e4 белый конь · f4 белый слон · g4 белая пешка · a2 белая пешка · b2 белая пешка · c2 белый ферзь · e2 белый слон · a1 белая ладья · d1 белый конь · f1 белая ладья · g1 белый король | e8 чёрная ладья · f8 чёрная ладья · g8 чёрный конь · h8 чёрный король · a7 чёрная пешка · c7 чёрный конь · d7 чёрный слон · f7 чёрная пешка · g7 чёрный слон · b6 чёрный ферзь · d6 чёрная пешка · h6 чёрная пешка · c5 чёрная пешка · d5 белая пешка · h5 белая пешка · b4 чёрная пешка · c4 белая пешка · e4 белый конь · f4 белый слон · g4 белая пешка · a2 белая пешка · b2 белая пешка · c2 белый ферзь · e2 белый слон · a1 белая ладья · d1 белый конь · f1 белая ладья · g1 белый король | e8 чёрная ладья · f8 чёрная ладья · g8 чёрный конь · h8 чёрный король · a7 чёрная пешка · c7 чёрный конь · d7 чёрный слон · f7 чёрная пешка · g7 чёрный слон · b6 чёрный ферзь · d6 чёрная пешка · h6 чёрная пешка · c5 чёрная пешка · d5 белая пешка · h5 белая пешка · b4 чёрная пешка · c4 белая пешка · e4 белый конь · f4 белый слон · g4 белая пешка · a2 белая пешка · b2 белая пешка · c2 белый ферзь · e2 белый слон · a1 белая ладья · d1 белый конь · f1 белая ладья · g1 белый король | e8 чёрная ладья · f8 чёрная ладья · g8 чёрный конь · h8 чёрный король · a7 чёрная пешка · c7 чёрный конь · d7 чёрный слон · f7 чёрная пешка · g7 чёрный слон · b6 чёрный ферзь · d6 чёрная пешка · h6 чёрная пешка · c5 чёрная пешка · d5 белая пешка · h5 белая пешка · b4 чёрная пешка · c4 белая пешка · e4 белый конь · f4 белый слон · g4 белая пешка · a2 белая пешка · b2 белая пешка · c2 белый ферзь · e2 белый слон · a1 белая ладья · d1 белый конь · f1 белая ладья · g1 белый король | e8 чёрная ладья · f8 чёрная ладья · g8 чёрный конь · h8 чёрный король · a7 чёрная пешка · c7 чёрный конь · d7 чёрный слон · f7 чёрная пешка · g7 чёрный слон · b6 чёрный ферзь · d6 чёрная пешка · h6 чёрная пешка · c5 чёрная пешка · d5 белая пешка · h5 белая пешка · b4 чёрная пешка · c4 белая пешка · e4 белый конь · f4 белый слон · g4 белая пешка · a2 белая пешка · b2 белая пешка · c2 белый ферзь · e2 белый слон · a1 белая ладья · d1 белый конь · f1 белая ладья · g1 белый король | e8 чёрная ладья · f8 чёрная ладья · g8 чёрный конь · h8 чёрный король · a7 чёрная пешка · c7 чёрный конь · d7 чёрный слон · f7 чёрная пешка · g7 чёрный слон · b6 чёрный ферзь · d6 чёрная пешка · h6 чёрная пешка · c5 чёрная пешка · d5 белая пешка · h5 белая пешка · b4 чёрная пешка · c4 белая пешка · e4 белый конь · f4 белый слон · g4 белая пешка · a2 белая пешка · b2 белая пешка · c2 белый ферзь · e2 белый слон · a1 белая ладья · d1 белый конь · f1 белая ладья · g1 белый король | e8 чёрная ладья · f8 чёрная ладья · g8 чёрный конь · h8 чёрный король · a7 чёрная пешка · c7 чёрный конь · d7 чёрный слон · f7 чёрная пешка · g7 чёрный слон · b6 чёрный ферзь · d6 чёрная пешка · h6 чёрная пешка · c5 чёрная пешка · d5 белая пешка · h5 белая пешка · b4 чёрная пешка · c4 белая пешка · e4 белый конь · f4 белый слон · g4 белая пешка · a2 белая пешка · b2 белая пешка · c2 белый ферзь · e2 белый слон · a1 белая ладья · d1 белый конь · f1 белая ладья · g1 белый король | e8 чёрная ладья · f8 чёрная ладья · g8 чёрный конь · h8 чёрный король · a7 чёрная пешка · c7 чёрный конь · d7 чёрный слон · f7 чёрная пешка · g7 чёрный слон · b6 чёрный ферзь · d6 чёрная пешка · h6 чёрная пешка · c5 чёрная пешка · d5 белая пешка · h5 белая пешка · b4 чёрная пешка · c4 белая пешка · e4 белый конь · f4 белый слон · g4 белая пешка · a2 белая пешка · b2 белая пешка · c2 белый ферзь · e2 белый слон · a1 белая ладья · d1 белый конь · f1 белая ладья · g1 белый король | 1 |
|   | a | b | c | d | e | f | g | h |   |

24. … Са4! 25. Фd3 Кхd5 26. Схd6 Лхе4! 27. Схf8 Сd4+ 28. Кf2 Ле3 29. Фf5 Фс7 30. Сf3 Фg3+ 31. Сg2 Кf4 0 : 1
|   | a | b | c | d | e | f | g | h |   |
| - | --- | --- | --- | --- | --- | --- | --- | --- | - |
| 8 | a7 чёрная пешка · b7 чёрный слон · f7 чёрная пешка · g7 чёрный король · b6 чёрная пешка · g6 чёрная пешка · c5 чёрная пешка · e4 чёрный конь · f4 белая пешка · b3 белый слон · c3 белая пешка · d3 чёрный ферзь · e3 белый конь · g3 белая пешка · h3 белая пешка · a2 белая пешка · b2 белая пешка · h2 белый король · e1 белый ферзь | a7 чёрная пешка · b7 чёрный слон · f7 чёрная пешка · g7 чёрный король · b6 чёрная пешка · g6 чёрная пешка · c5 чёрная пешка · e4 чёрный конь · f4 белая пешка · b3 белый слон · c3 белая пешка · d3 чёрный ферзь · e3 белый конь · g3 белая пешка · h3 белая пешка · a2 белая пешка · b2 белая пешка · h2 белый король · e1 белый ферзь | a7 чёрная пешка · b7 чёрный слон · f7 чёрная пешка · g7 чёрный король · b6 чёрная пешка · g6 чёрная пешка · c5 чёрная пешка · e4 чёрный конь · f4 белая пешка · b3 белый слон · c3 белая пешка · d3 чёрный ферзь · e3 белый конь · g3 белая пешка · h3 белая пешка · a2 белая пешка · b2 белая пешка · h2 белый король · e1 белый ферзь | a7 чёрная пешка · b7 чёрный слон · f7 чёрная пешка · g7 чёрный король · b6 чёрная пешка · g6 чёрная пешка · c5 чёрная пешка · e4 чёрный конь · f4 белая пешка · b3 белый слон · c3 белая пешка · d3 чёрный ферзь · e3 белый конь · g3 белая пешка · h3 белая пешка · a2 белая пешка · b2 белая пешка · h2 белый король · e1 белый ферзь | a7 чёрная пешка · b7 чёрный слон · f7 чёрная пешка · g7 чёрный король · b6 чёрная пешка · g6 чёрная пешка · c5 чёрная пешка · e4 чёрный конь · f4 белая пешка · b3 белый слон · c3 белая пешка · d3 чёрный ферзь · e3 белый конь · g3 белая пешка · h3 белая пешка · a2 белая пешка · b2 белая пешка · h2 белый король · e1 белый ферзь | a7 чёрная пешка · b7 чёрный слон · f7 чёрная пешка · g7 чёрный король · b6 чёрная пешка · g6 чёрная пешка · c5 чёрная пешка · e4 чёрный конь · f4 белая пешка · b3 белый слон · c3 белая пешка · d3 чёрный ферзь · e3 белый конь · g3 белая пешка · h3 белая пешка · a2 белая пешка · b2 белая пешка · h2 белый король · e1 белый ферзь | a7 чёрная пешка · b7 чёрный слон · f7 чёрная пешка · g7 чёрный король · b6 чёрная пешка · g6 чёрная пешка · c5 чёрная пешка · e4 чёрный конь · f4 белая пешка · b3 белый слон · c3 белая пешка · d3 чёрный ферзь · e3 белый конь · g3 белая пешка · h3 белая пешка · a2 белая пешка · b2 белая пешка · h2 белый король · e1 белый ферзь | a7 чёрная пешка · b7 чёрный слон · f7 чёрная пешка · g7 чёрный король · b6 чёрная пешка · g6 чёрная пешка · c5 чёрная пешка · e4 чёрный конь · f4 белая пешка · b3 белый слон · c3 белая пешка · d3 чёрный ферзь · e3 белый конь · g3 белая пешка · h3 белая пешка · a2 белая пешка · b2 белая пешка · h2 белый король · e1 белый ферзь | 8 |
| 7 | a7 чёрная пешка · b7 чёрный слон · f7 чёрная пешка · g7 чёрный король · b6 чёрная пешка · g6 чёрная пешка · c5 чёрная пешка · e4 чёрный конь · f4 белая пешка · b3 белый слон · c3 белая пешка · d3 чёрный ферзь · e3 белый конь · g3 белая пешка · h3 белая пешка · a2 белая пешка · b2 белая пешка · h2 белый король · e1 белый ферзь | a7 чёрная пешка · b7 чёрный слон · f7 чёрная пешка · g7 чёрный король · b6 чёрная пешка · g6 чёрная пешка · c5 чёрная пешка · e4 чёрный конь · f4 белая пешка · b3 белый слон · c3 белая пешка · d3 чёрный ферзь · e3 белый конь · g3 белая пешка · h3 белая пешка · a2 белая пешка · b2 белая пешка · h2 белый король · e1 белый ферзь | a7 чёрная пешка · b7 чёрный слон · f7 чёрная пешка · g7 чёрный король · b6 чёрная пешка · g6 чёрная пешка · c5 чёрная пешка · e4 чёрный конь · f4 белая пешка · b3 белый слон · c3 белая пешка · d3 чёрный ферзь · e3 белый конь · g3 белая пешка · h3 белая пешка · a2 белая пешка · b2 белая пешка · h2 белый король · e1 белый ферзь | a7 чёрная пешка · b7 чёрный слон · f7 чёрная пешка · g7 чёрный король · b6 чёрная пешка · g6 чёрная пешка · c5 чёрная пешка · e4 чёрный конь · f4 белая пешка · b3 белый слон · c3 белая пешка · d3 чёрный ферзь · e3 белый конь · g3 белая пешка · h3 белая пешка · a2 белая пешка · b2 белая пешка · h2 белый король · e1 белый ферзь | a7 чёрная пешка · b7 чёрный слон · f7 чёрная пешка · g7 чёрный король · b6 чёрная пешка · g6 чёрная пешка · c5 чёрная пешка · e4 чёрный конь · f4 белая пешка · b3 белый слон · c3 белая пешка · d3 чёрный ферзь · e3 белый конь · g3 белая пешка · h3 белая пешка · a2 белая пешка · b2 белая пешка · h2 белый король · e1 белый ферзь | a7 чёрная пешка · b7 чёрный слон · f7 чёрная пешка · g7 чёрный король · b6 чёрная пешка · g6 чёрная пешка · c5 чёрная пешка · e4 чёрный конь · f4 белая пешка · b3 белый слон · c3 белая пешка · d3 чёрный ферзь · e3 белый конь · g3 белая пешка · h3 белая пешка · a2 белая пешка · b2 белая пешка · h2 белый король · e1 белый ферзь | a7 чёрная пешка · b7 чёрный слон · f7 чёрная пешка · g7 чёрный король · b6 чёрная пешка · g6 чёрная пешка · c5 чёрная пешка · e4 чёрный конь · f4 белая пешка · b3 белый слон · c3 белая пешка · d3 чёрный ферзь · e3 белый конь · g3 белая пешка · h3 белая пешка · a2 белая пешка · b2 белая пешка · h2 белый король · e1 белый ферзь | a7 чёрная пешка · b7 чёрный слон · f7 чёрная пешка · g7 чёрный король · b6 чёрная пешка · g6 чёрная пешка · c5 чёрная пешка · e4 чёрный конь · f4 белая пешка · b3 белый слон · c3 белая пешка · d3 чёрный ферзь · e3 белый конь · g3 белая пешка · h3 белая пешка · a2 белая пешка · b2 белая пешка · h2 белый король · e1 белый ферзь | 7 |
| 6 | a7 чёрная пешка · b7 чёрный слон · f7 чёрная пешка · g7 чёрный король · b6 чёрная пешка · g6 чёрная пешка · c5 чёрная пешка · e4 чёрный конь · f4 белая пешка · b3 белый слон · c3 белая пешка · d3 чёрный ферзь · e3 белый конь · g3 белая пешка · h3 белая пешка · a2 белая пешка · b2 белая пешка · h2 белый король · e1 белый ферзь | a7 чёрная пешка · b7 чёрный слон · f7 чёрная пешка · g7 чёрный король · b6 чёрная пешка · g6 чёрная пешка · c5 чёрная пешка · e4 чёрный конь · f4 белая пешка · b3 белый слон · c3 белая пешка · d3 чёрный ферзь · e3 белый конь · g3 белая пешка · h3 белая пешка · a2 белая пешка · b2 белая пешка · h2 белый король · e1 белый ферзь | a7 чёрная пешка · b7 чёрный слон · f7 чёрная пешка · g7 чёрный король · b6 чёрная пешка · g6 чёрная пешка · c5 чёрная пешка · e4 чёрный конь · f4 белая пешка · b3 белый слон · c3 белая пешка · d3 чёрный ферзь · e3 белый конь · g3 белая пешка · h3 белая пешка · a2 белая пешка · b2 белая пешка · h2 белый король · e1 белый ферзь | a7 чёрная пешка · b7 чёрный слон · f7 чёрная пешка · g7 чёрный король · b6 чёрная пешка · g6 чёрная пешка · c5 чёрная пешка · e4 чёрный конь · f4 белая пешка · b3 белый слон · c3 белая пешка · d3 чёрный ферзь · e3 белый конь · g3 белая пешка · h3 белая пешка · a2 белая пешка · b2 белая пешка · h2 белый король · e1 белый ферзь | a7 чёрная пешка · b7 чёрный слон · f7 чёрная пешка · g7 чёрный король · b6 чёрная пешка · g6 чёрная пешка · c5 чёрная пешка · e4 чёрный конь · f4 белая пешка · b3 белый слон · c3 белая пешка · d3 чёрный ферзь · e3 белый конь · g3 белая пешка · h3 белая пешка · a2 белая пешка · b2 белая пешка · h2 белый король · e1 белый ферзь | a7 чёрная пешка · b7 чёрный слон · f7 чёрная пешка · g7 чёрный король · b6 чёрная пешка · g6 чёрная пешка · c5 чёрная пешка · e4 чёрный конь · f4 белая пешка · b3 белый слон · c3 белая пешка · d3 чёрный ферзь · e3 белый конь · g3 белая пешка · h3 белая пешка · a2 белая пешка · b2 белая пешка · h2 белый король · e1 белый ферзь | a7 чёрная пешка · b7 чёрный слон · f7 чёрная пешка · g7 чёрный король · b6 чёрная пешка · g6 чёрная пешка · c5 чёрная пешка · e4 чёрный конь · f4 белая пешка · b3 белый слон · c3 белая пешка · d3 чёрный ферзь · e3 белый конь · g3 белая пешка · h3 белая пешка · a2 белая пешка · b2 белая пешка · h2 белый король · e1 белый ферзь | a7 чёрная пешка · b7 чёрный слон · f7 чёрная пешка · g7 чёрный король · b6 чёрная пешка · g6 чёрная пешка · c5 чёрная пешка · e4 чёрный конь · f4 белая пешка · b3 белый слон · c3 белая пешка · d3 чёрный ферзь · e3 белый конь · g3 белая пешка · h3 белая пешка · a2 белая пешка · b2 белая пешка · h2 белый король · e1 белый ферзь | 6 |
| 5 | a7 чёрная пешка · b7 чёрный слон · f7 чёрная пешка · g7 чёрный король · b6 чёрная пешка · g6 чёрная пешка · c5 чёрная пешка · e4 чёрный конь · f4 белая пешка · b3 белый слон · c3 белая пешка · d3 чёрный ферзь · e3 белый конь · g3 белая пешка · h3 белая пешка · a2 белая пешка · b2 белая пешка · h2 белый король · e1 белый ферзь | a7 чёрная пешка · b7 чёрный слон · f7 чёрная пешка · g7 чёрный король · b6 чёрная пешка · g6 чёрная пешка · c5 чёрная пешка · e4 чёрный конь · f4 белая пешка · b3 белый слон · c3 белая пешка · d3 чёрный ферзь · e3 белый конь · g3 белая пешка · h3 белая пешка · a2 белая пешка · b2 белая пешка · h2 белый король · e1 белый ферзь | a7 чёрная пешка · b7 чёрный слон · f7 чёрная пешка · g7 чёрный король · b6 чёрная пешка · g6 чёрная пешка · c5 чёрная пешка · e4 чёрный конь · f4 белая пешка · b3 белый слон · c3 белая пешка · d3 чёрный ферзь · e3 белый конь · g3 белая пешка · h3 белая пешка · a2 белая пешка · b2 белая пешка · h2 белый король · e1 белый ферзь | a7 чёрная пешка · b7 чёрный слон · f7 чёрная пешка · g7 чёрный король · b6 чёрная пешка · g6 чёрная пешка · c5 чёрная пешка · e4 чёрный конь · f4 белая пешка · b3 белый слон · c3 белая пешка · d3 чёрный ферзь · e3 белый конь · g3 белая пешка · h3 белая пешка · a2 белая пешка · b2 белая пешка · h2 белый король · e1 белый ферзь | a7 чёрная пешка · b7 чёрный слон · f7 чёрная пешка · g7 чёрный король · b6 чёрная пешка · g6 чёрная пешка · c5 чёрная пешка · e4 чёрный конь · f4 белая пешка · b3 белый слон · c3 белая пешка · d3 чёрный ферзь · e3 белый конь · g3 белая пешка · h3 белая пешка · a2 белая пешка · b2 белая пешка · h2 белый король · e1 белый ферзь | a7 чёрная пешка · b7 чёрный слон · f7 чёрная пешка · g7 чёрный король · b6 чёрная пешка · g6 чёрная пешка · c5 чёрная пешка · e4 чёрный конь · f4 белая пешка · b3 белый слон · c3 белая пешка · d3 чёрный ферзь · e3 белый конь · g3 белая пешка · h3 белая пешка · a2 белая пешка · b2 белая пешка · h2 белый король · e1 белый ферзь | a7 чёрная пешка · b7 чёрный слон · f7 чёрная пешка · g7 чёрный король · b6 чёрная пешка · g6 чёрная пешка · c5 чёрная пешка · e4 чёрный конь · f4 белая пешка · b3 белый слон · c3 белая пешка · d3 чёрный ферзь · e3 белый конь · g3 белая пешка · h3 белая пешка · a2 белая пешка · b2 белая пешка · h2 белый король · e1 белый ферзь | a7 чёрная пешка · b7 чёрный слон · f7 чёрная пешка · g7 чёрный король · b6 чёрная пешка · g6 чёрная пешка · c5 чёрная пешка · e4 чёрный конь · f4 белая пешка · b3 белый слон · c3 белая пешка · d3 чёрный ферзь · e3 белый конь · g3 белая пешка · h3 белая пешка · a2 белая пешка · b2 белая пешка · h2 белый король · e1 белый ферзь | 5 |
| 4 | a7 чёрная пешка · b7 чёрный слон · f7 чёрная пешка · g7 чёрный король · b6 чёрная пешка · g6 чёрная пешка · c5 чёрная пешка · e4 чёрный конь · f4 белая пешка · b3 белый слон · c3 белая пешка · d3 чёрный ферзь · e3 белый конь · g3 белая пешка · h3 белая пешка · a2 белая пешка · b2 белая пешка · h2 белый король · e1 белый ферзь | a7 чёрная пешка · b7 чёрный слон · f7 чёрная пешка · g7 чёрный король · b6 чёрная пешка · g6 чёрная пешка · c5 чёрная пешка · e4 чёрный конь · f4 белая пешка · b3 белый слон · c3 белая пешка · d3 чёрный ферзь · e3 белый конь · g3 белая пешка · h3 белая пешка · a2 белая пешка · b2 белая пешка · h2 белый король · e1 белый ферзь | a7 чёрная пешка · b7 чёрный слон · f7 чёрная пешка · g7 чёрный король · b6 чёрная пешка · g6 чёрная пешка · c5 чёрная пешка · e4 чёрный конь · f4 белая пешка · b3 белый слон · c3 белая пешка · d3 чёрный ферзь · e3 белый конь · g3 белая пешка · h3 белая пешка · a2 белая пешка · b2 белая пешка · h2 белый король · e1 белый ферзь | a7 чёрная пешка · b7 чёрный слон · f7 чёрная пешка · g7 чёрный король · b6 чёрная пешка · g6 чёрная пешка · c5 чёрная пешка · e4 чёрный конь · f4 белая пешка · b3 белый слон · c3 белая пешка · d3 чёрный ферзь · e3 белый конь · g3 белая пешка · h3 белая пешка · a2 белая пешка · b2 белая пешка · h2 белый король · e1 белый ферзь | a7 чёрная пешка · b7 чёрный слон · f7 чёрная пешка · g7 чёрный король · b6 чёрная пешка · g6 чёрная пешка · c5 чёрная пешка · e4 чёрный конь · f4 белая пешка · b3 белый слон · c3 белая пешка · d3 чёрный ферзь · e3 белый конь · g3 белая пешка · h3 белая пешка · a2 белая пешка · b2 белая пешка · h2 белый король · e1 белый ферзь | a7 чёрная пешка · b7 чёрный слон · f7 чёрная пешка · g7 чёрный король · b6 чёрная пешка · g6 чёрная пешка · c5 чёрная пешка · e4 чёрный конь · f4 белая пешка · b3 белый слон · c3 белая пешка · d3 чёрный ферзь · e3 белый конь · g3 белая пешка · h3 белая пешка · a2 белая пешка · b2 белая пешка · h2 белый король · e1 белый ферзь | a7 чёрная пешка · b7 чёрный слон · f7 чёрная пешка · g7 чёрный король · b6 чёрная пешка · g6 чёрная пешка · c5 чёрная пешка · e4 чёрный конь · f4 белая пешка · b3 белый слон · c3 белая пешка · d3 чёрный ферзь · e3 белый конь · g3 белая пешка · h3 белая пешка · a2 белая пешка · b2 белая пешка · h2 белый король · e1 белый ферзь | a7 чёрная пешка · b7 чёрный слон · f7 чёрная пешка · g7 чёрный король · b6 чёрная пешка · g6 чёрная пешка · c5 чёрная пешка · e4 чёрный конь · f4 белая пешка · b3 белый слон · c3 белая пешка · d3 чёрный ферзь · e3 белый конь · g3 белая пешка · h3 белая пешка · a2 белая пешка · b2 белая пешка · h2 белый король · e1 белый ферзь | 4 |
| 3 | a7 чёрная пешка · b7 чёрный слон · f7 чёрная пешка · g7 чёрный король · b6 чёрная пешка · g6 чёрная пешка · c5 чёрная пешка · e4 чёрный конь · f4 белая пешка · b3 белый слон · c3 белая пешка · d3 чёрный ферзь · e3 белый конь · g3 белая пешка · h3 белая пешка · a2 белая пешка · b2 белая пешка · h2 белый король · e1 белый ферзь | a7 чёрная пешка · b7 чёрный слон · f7 чёрная пешка · g7 чёрный король · b6 чёрная пешка · g6 чёрная пешка · c5 чёрная пешка · e4 чёрный конь · f4 белая пешка · b3 белый слон · c3 белая пешка · d3 чёрный ферзь · e3 белый конь · g3 белая пешка · h3 белая пешка · a2 белая пешка · b2 белая пешка · h2 белый король · e1 белый ферзь | a7 чёрная пешка · b7 чёрный слон · f7 чёрная пешка · g7 чёрный король · b6 чёрная пешка · g6 чёрная пешка · c5 чёрная пешка · e4 чёрный конь · f4 белая пешка · b3 белый слон · c3 белая пешка · d3 чёрный ферзь · e3 белый конь · g3 белая пешка · h3 белая пешка · a2 белая пешка · b2 белая пешка · h2 белый король · e1 белый ферзь | a7 чёрная пешка · b7 чёрный слон · f7 чёрная пешка · g7 чёрный король · b6 чёрная пешка · g6 чёрная пешка · c5 чёрная пешка · e4 чёрный конь · f4 белая пешка · b3 белый слон · c3 белая пешка · d3 чёрный ферзь · e3 белый конь · g3 белая пешка · h3 белая пешка · a2 белая пешка · b2 белая пешка · h2 белый король · e1 белый ферзь | a7 чёрная пешка · b7 чёрный слон · f7 чёрная пешка · g7 чёрный король · b6 чёрная пешка · g6 чёрная пешка · c5 чёрная пешка · e4 чёрный конь · f4 белая пешка · b3 белый слон · c3 белая пешка · d3 чёрный ферзь · e3 белый конь · g3 белая пешка · h3 белая пешка · a2 белая пешка · b2 белая пешка · h2 белый король · e1 белый ферзь | a7 чёрная пешка · b7 чёрный слон · f7 чёрная пешка · g7 чёрный король · b6 чёрная пешка · g6 чёрная пешка · c5 чёрная пешка · e4 чёрный конь · f4 белая пешка · b3 белый слон · c3 белая пешка · d3 чёрный ферзь · e3 белый конь · g3 белая пешка · h3 белая пешка · a2 белая пешка · b2 белая пешка · h2 белый король · e1 белый ферзь | a7 чёрная пешка · b7 чёрный слон · f7 чёрная пешка · g7 чёрный король · b6 чёрная пешка · g6 чёрная пешка · c5 чёрная пешка · e4 чёрный конь · f4 белая пешка · b3 белый слон · c3 белая пешка · d3 чёрный ферзь · e3 белый конь · g3 белая пешка · h3 белая пешка · a2 белая пешка · b2 белая пешка · h2 белый король · e1 белый ферзь | a7 чёрная пешка · b7 чёрный слон · f7 чёрная пешка · g7 чёрный король · b6 чёрная пешка · g6 чёрная пешка · c5 чёрная пешка · e4 чёрный конь · f4 белая пешка · b3 белый слон · c3 белая пешка · d3 чёрный ферзь · e3 белый конь · g3 белая пешка · h3 белая пешка · a2 белая пешка · b2 белая пешка · h2 белый король · e1 белый ферзь | 3 |
| 2 | a7 чёрная пешка · b7 чёрный слон · f7 чёрная пешка · g7 чёрный король · b6 чёрная пешка · g6 чёрная пешка · c5 чёрная пешка · e4 чёрный конь · f4 белая пешка · b3 белый слон · c3 белая пешка · d3 чёрный ферзь · e3 белый конь · g3 белая пешка · h3 белая пешка · a2 белая пешка · b2 белая пешка · h2 белый король · e1 белый ферзь | a7 чёрная пешка · b7 чёрный слон · f7 чёрная пешка · g7 чёрный король · b6 чёрная пешка · g6 чёрная пешка · c5 чёрная пешка · e4 чёрный конь · f4 белая пешка · b3 белый слон · c3 белая пешка · d3 чёрный ферзь · e3 белый конь · g3 белая пешка · h3 белая пешка · a2 белая пешка · b2 белая пешка · h2 белый король · e1 белый ферзь | a7 чёрная пешка · b7 чёрный слон · f7 чёрная пешка · g7 чёрный король · b6 чёрная пешка · g6 чёрная пешка · c5 чёрная пешка · e4 чёрный конь · f4 белая пешка · b3 белый слон · c3 белая пешка · d3 чёрный ферзь · e3 белый конь · g3 белая пешка · h3 белая пешка · a2 белая пешка · b2 белая пешка · h2 белый король · e1 белый ферзь | a7 чёрная пешка · b7 чёрный слон · f7 чёрная пешка · g7 чёрный король · b6 чёрная пешка · g6 чёрная пешка · c5 чёрная пешка · e4 чёрный конь · f4 белая пешка · b3 белый слон · c3 белая пешка · d3 чёрный ферзь · e3 белый конь · g3 белая пешка · h3 белая пешка · a2 белая пешка · b2 белая пешка · h2 белый король · e1 белый ферзь | a7 чёрная пешка · b7 чёрный слон · f7 чёрная пешка · g7 чёрный король · b6 чёрная пешка · g6 чёрная пешка · c5 чёрная пешка · e4 чёрный конь · f4 белая пешка · b3 белый слон · c3 белая пешка · d3 чёрный ферзь · e3 белый конь · g3 белая пешка · h3 белая пешка · a2 белая пешка · b2 белая пешка · h2 белый король · e1 белый ферзь | a7 чёрная пешка · b7 чёрный слон · f7 чёрная пешка · g7 чёрный король · b6 чёрная пешка · g6 чёрная пешка · c5 чёрная пешка · e4 чёрный конь · f4 белая пешка · b3 белый слон · c3 белая пешка · d3 чёрный ферзь · e3 белый конь · g3 белая пешка · h3 белая пешка · a2 белая пешка · b2 белая пешка · h2 белый король · e1 белый ферзь | a7 чёрная пешка · b7 чёрный слон · f7 чёрная пешка · g7 чёрный король · b6 чёрная пешка · g6 чёрная пешка · c5 чёрная пешка · e4 чёрный конь · f4 белая пешка · b3 белый слон · c3 белая пешка · d3 чёрный ферзь · e3 белый конь · g3 белая пешка · h3 белая пешка · a2 белая пешка · b2 белая пешка · h2 белый король · e1 белый ферзь | a7 чёрная пешка · b7 чёрный слон · f7 чёрная пешка · g7 чёрный король · b6 чёрная пешка · g6 чёрная пешка · c5 чёрная пешка · e4 чёрный конь · f4 белая пешка · b3 белый слон · c3 белая пешка · d3 чёрный ферзь · e3 белый конь · g3 белая пешка · h3 белая пешка · a2 белая пешка · b2 белая пешка · h2 белый король · e1 белый ферзь | 2 |
| 1 | a7 чёрная пешка · b7 чёрный слон · f7 чёрная пешка · g7 чёрный король · b6 чёрная пешка · g6 чёрная пешка · c5 чёрная пешка · e4 чёрный конь · f4 белая пешка · b3 белый слон · c3 белая пешка · d3 чёрный ферзь · e3 белый конь · g3 белая пешка · h3 белая пешка · a2 белая пешка · b2 белая пешка · h2 белый король · e1 белый ферзь | a7 чёрная пешка · b7 чёрный слон · f7 чёрная пешка · g7 чёрный король · b6 чёрная пешка · g6 чёрная пешка · c5 чёрная пешка · e4 чёрный конь · f4 белая пешка · b3 белый слон · c3 белая пешка · d3 чёрный ферзь · e3 белый конь · g3 белая пешка · h3 белая пешка · a2 белая пешка · b2 белая пешка · h2 белый король · e1 белый ферзь | a7 чёрная пешка · b7 чёрный слон · f7 чёрная пешка · g7 чёрный король · b6 чёрная пешка · g6 чёрная пешка · c5 чёрная пешка · e4 чёрный конь · f4 белая пешка · b3 белый слон · c3 белая пешка · d3 чёрный ферзь · e3 белый конь · g3 белая пешка · h3 белая пешка · a2 белая пешка · b2 белая пешка · h2 белый король · e1 белый ферзь | a7 чёрная пешка · b7 чёрный слон · f7 чёрная пешка · g7 чёрный король · b6 чёрная пешка · g6 чёрная пешка · c5 чёрная пешка · e4 чёрный конь · f4 белая пешка · b3 белый слон · c3 белая пешка · d3 чёрный ферзь · e3 белый конь · g3 белая пешка · h3 белая пешка · a2 белая пешка · b2 белая пешка · h2 белый король · e1 белый ферзь | a7 чёрная пешка · b7 чёрный слон · f7 чёрная пешка · g7 чёрный король · b6 чёрная пешка · g6 чёрная пешка · c5 чёрная пешка · e4 чёрный конь · f4 белая пешка · b3 белый слон · c3 белая пешка · d3 чёрный ферзь · e3 белый конь · g3 белая пешка · h3 белая пешка · a2 белая пешка · b2 белая пешка · h2 белый король · e1 белый ферзь | a7 чёрная пешка · b7 чёрный слон · f7 чёрная пешка · g7 чёрный король · b6 чёрная пешка · g6 чёрная пешка · c5 чёрная пешка · e4 чёрный конь · f4 белая пешка · b3 белый слон · c3 белая пешка · d3 чёрный ферзь · e3 белый конь · g3 белая пешка · h3 белая пешка · a2 белая пешка · b2 белая пешка · h2 белый король · e1 белый ферзь | a7 чёрная пешка · b7 чёрный слон · f7 чёрная пешка · g7 чёрный король · b6 чёрная пешка · g6 чёрная пешка · c5 чёрная пешка · e4 чёрный конь · f4 белая пешка · b3 белый слон · c3 белая пешка · d3 чёрный ферзь · e3 белый конь · g3 белая пешка · h3 белая пешка · a2 белая пешка · b2 белая пешка · h2 белый король · e1 белый ферзь | a7 чёрная пешка · b7 чёрный слон · f7 чёрная пешка · g7 чёрный король · b6 чёрная пешка · g6 чёрная пешка · c5 чёрная пешка · e4 чёрный конь · f4 белая пешка · b3 белый слон · c3 белая пешка · d3 чёрный ферзь · e3 белый конь · g3 белая пешка · h3 белая пешка · a2 белая пешка · b2 белая пешка · h2 белый король · e1 белый ферзь | 1 |
|   | a | b | c | d | e | f | g | h |   |

Последний ход белых был 1. Сс2? Следовало играть 1. Крg1!, и чёрным было бы не просто получить компенсацию за потерянную пешку. После ошибочного хода последовал ошеломляющий удар: 1. … Кd2 2. Сd1 Фхе3! с выигрышем фигуры.

## Таблица
| №  | Участники           | Город | 1 | 2 | 3 | 4 | 5 | 6 | 7 | 8 | 9 | 10 | 11 | 12 | 13 | 14 | 15 | 16 | 17 | 18 | 19 |  | Очки | Место |
| -- | ------------------- | ----- | - | - | - | - | - | - | - | - | - | -- | -- | -- | -- | -- | -- | -- | -- | -- | -- |  | ---- | ----- |
| 1  | В. Борисенко        |       |   | 1 | ½ | ½ | 0 | ½ | 1 | ½ | 1 | 1  | ½  | 1  | ½  | 1  | ½  | 1  | ½  | 1  | 1  |  | 13   | 1—2   |
| 2  | Т. Затуловская      |       | 0 |   | ½ | 1 | ½ | 1 | ½ | 1 | 1 | 1  | ½  | 0  | ½  | 1  | 1  | ½  | 1  | 1  | 1  |  | 13   | 1—2   |
| 3  | Л. Вольперт         |       | ½ | ½ |   | ½ | ½ | ½ | 1 | ½ | ½ | 1  | 1  | 1  | ½  | ½  | 0  | 1  | ½  | 1  | 1  |  | 12   | 3     |
| 4  | Н. Гаприндашвили    |       | ½ | 0 | ½ |   | 1 | ½ | ½ | ½ | ½ | 1  | ½  | ½  | ½  | 1  | 0  | 1  | 1  | 1  | 1  |  | 11½  | 4     |
| 5  | В. Тихомирова       |       | 1 | ½ | ½ | 0 |   | 1 | 0 | 0 | 1 | 1  | 1  | 1  | ½  | 0  | ½  | 1  | ½  | ½  | 1  |  | 11   | 5     |
| 6  | Э. Какабадзе        |       | ½ | 0 | ½ | ½ | 0 |   | ½ | 1 | 0 | 0  | ½  | ½  | ½  | ½  | 1  | 1  | 1  | 1  | 1  |  | 10   | 6     |
| 7  | А. Кушнир           |       | 0 | ½ | 0 | ½ | 1 | ½ |   | ½ | ½ | ½  | ½  | ½  | ½  | ½  | ½  | ½  | ½  | 1  | 1  |  | 9½   | 7—8   |
| 8  | С. Роотаре          |       | ½ | 0 | ½ | ½ | 1 | 0 | ½ |   | ½ | ½  | 1  | 1  | ½  | ½  | 0  | ½  | ½  | ½  | 1  |  | 9½   | 7—8   |
| 9  | К. Зворыкина        |       | 0 | 0 | ½ | ½ | 0 | 1 | ½ | ½ |   | 0  | ½  | ½  | ½  | 1  | 1  | ½  | ½  | 1  | ½  |  | 9    | 9—11  |
| 10 | В. Козловская       |       | 0 | 0 | 0 | 0 | 0 | 1 | ½ | ½ | 1 |    | 1  | ½  | ½  | 1  | 1  | 0  | 0  | 1  | 1  |  | 9    | 9—11  |
| 11 | М. Тогонидзе        |       | ½ | ½ | 0 | ½ | 0 | ½ | ½ | 0 | ½ | 0  |    | 1  | ½  | 1  | 1  | 1  | ½  | 0  | 1  |  | 9    | 9—11  |
| 12 | Ф. Дмитриева        |       | 0 | 1 | 0 | ½ | 0 | ½ | ½ | 0 | ½ | ½  | 0  |    | 0  | ½  | 1  | 1  | 1  | 1  | ½  |  | 8½   | 12—15 |
| 13 | О. Игнатьева        |       | ½ | ½ | ½ | ½ | ½ | ½ | ½ | ½ | ½ | ½  | ½  | 1  |    | 0  | 0  | ½  | 0  | ½  | 1  |  | 8½   | 12—15 |
| 14 | В. Каушилайте       |       | 0 | 0 | ½ | 0 | 1 | ½ | ½ | ½ | 0 | 0  | 0  | ½  | 1  |    | 1  | ½  | ½  | 1  | 1  |  | 8½   | 12—15 |
| 15 | О. Рубцова          |       | ½ | 0 | 1 | 1 | ½ | 0 | ½ | 1 | 0 | 0  | 0  | 0  | 1  | 0  |    | 0  | 1  | 1  | 1  |  | 8½   | 12—15 |
| 16 | Т. Филановская      |       | 0 | ½ | 0 | 0 | 0 | 0 | ½ | ½ | ½ | 1  | 0  | 0  | ½  | ½  | 1  |    | 1  | ½  | ½  |  | 7    | 16    |
| 17 | А. Чайковская       |       | ½ | 0 | ½ | 0 | ½ | 0 | ½ | ½ | ½ | 1  | ½  | 0  | 1  | ½  | 0  | 0  |    | 0  | ½  |  | 6½   | 17    |
| 18 | Т. Крюкова (Махиня) |       | 0 | 0 | 0 | 0 | ½ | 0 | 0 | ½ | 0 | 0  | 1  | 0  | ½  | 0  | 0  | ½  | 1  |    | ½  |  | 4½   | 18    |
| 19 | А. Витковская       |       | 0 | 0 | 0 | 0 | 0 | 0 | 0 | 0 | ½ | 0  | 0  | ½  | 0  | 0  | 0  | ½  | ½  | ½  |    |  | 2½   | 19    |